# Socalchemmis dolichopus
Espèce
Synonymes
- Anachemmis dolichopus Chamberlin, 1919

Socalchemmis dolichopus est une espèce d'araignées aranéomorphes de la famille des Zoropsidae.

## Distribution
Cette espèce est endémique de Californie aux États-Unis,. Elle se rencontre dans les comtés de Los Angeles, d'Orange, de Riverside et de San Bernardino.

## Description
Le mâle décrit par Platnick et Ubick en 2001 mesure 8,1 mm et la femelle 7,5 mm.

## Publication originale
- Chamberlin, 1919 : New Californian spiders. Journal of Entomology and Zoology, Claremont, vol. 12, p. 1-17.